# Jean-Marcellin Buttin

a Compétitions nationales et continentales officielles uniquement.

b Matchs officiels uniquement.
Dernière mise à jour le 9 juillet 2024.
Jean-Marcellin Buttin, né le 16 décembre 1991 à Colmar, est un joueur international français de rugby à XV et de rugby à sept qui évolue au poste d'arrière. Il joue au sein du club du SU Agen depuis 2020 passant du Top14 à la ProD2.

## Biographie

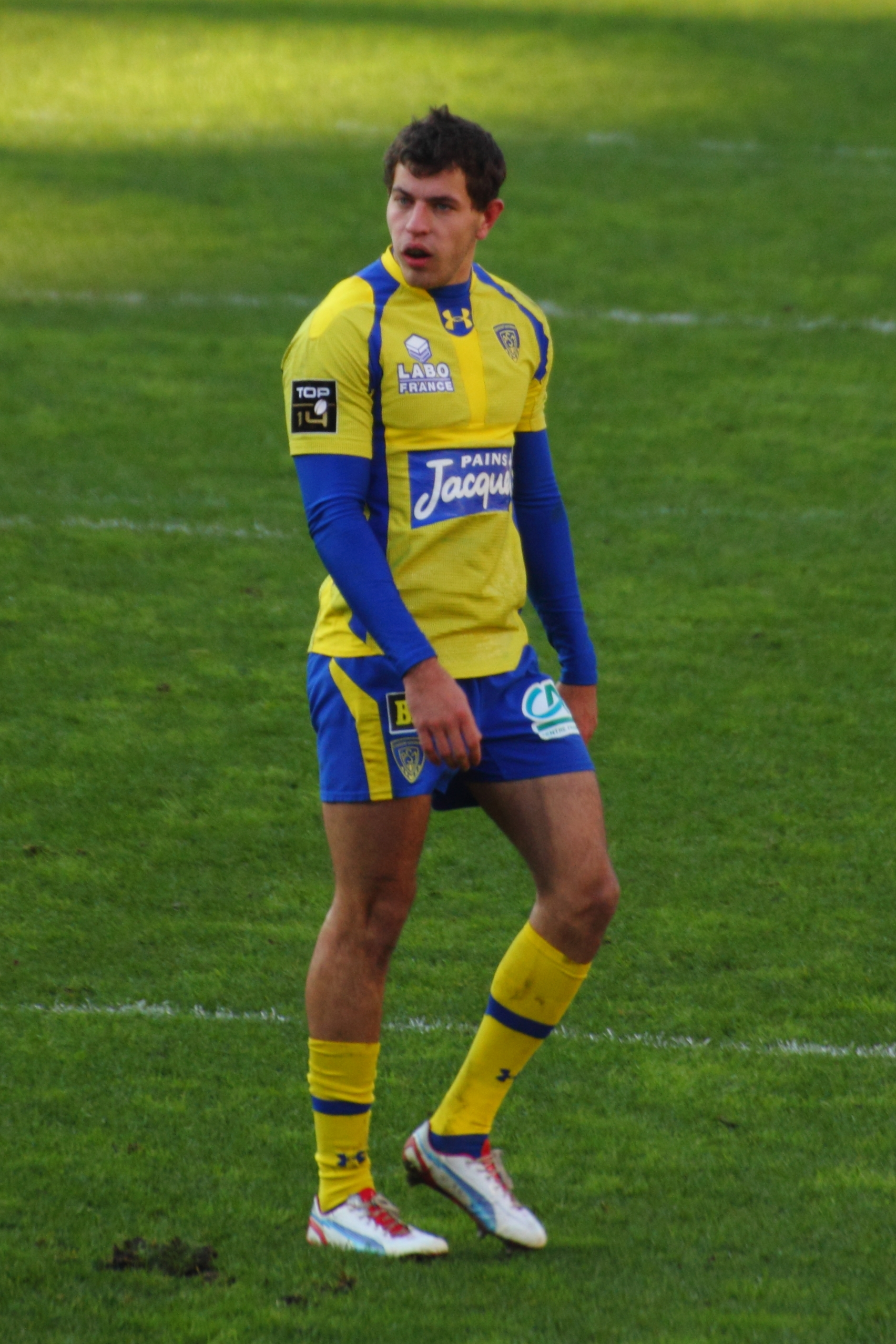
Jean-Marcellin Buttin, en 2012, lors du match Clermont - Stade toulousain.

Formé au RC Metz puis au pôle espoirs de Dijon, il rejoint le centre de formation de l'ASM Clermont Auvergne en 2009 où il joue avec l'équipe espoir. Il fait ses débuts avec l'équipe professionnelle le 21 janvier 2011 à l’occasion d'un match de H-cup contre les Saracens.
Il explose aux yeux du grand public lors de la période des doublons, durant le mondial Néo-Zélandais à l'automne 2011. Excellent relanceur, doué techniquement et très rapide, il excelle dans le collectif de l'ASM Clermont Auvergne. Il inscrit 19 essais en 82 rencontres avec l'ASM Clermont-Auvergne.
Il obtient sa 1re sélection dans le groupe France pour rencontrer le Pays de Galles le 17 mars 2012 à Cardiff pendant laquelle il entre en première période à la place de Clément Poitrenaud. Il est sélectionné en équipe de France de rugby à 7 en 2013 pour participer à la Coupe du Monde qui se déroule à Moscou du 28 au 30 juin.
Il s'engage en 2015 avec l'Union Bordeaux Bègles pour deux saisons,. Il marque 5 essais en 41 matches avec l'UBB.
En juin 2017, il est sélectionné dans le groupe des Barbarians par Vern Cotter pour affronter l'Ulster à Belfast le 1er juin. Remplaçant, il entre en cours de jeu et les Baa-Baas parviennent à s'imposer 43 à 28.
En juillet 2020, il s'engage au Sporting Union Agen Lot-et-Garonne pour un contrat de deux ans.

## Palmarès
Junior
- Champion de France Crabos avec l'ASM lors de la saison 2009 - 2010.
- Champion de France Espoir avec l'ASM lors de la saison 2010 - 2011.

Senior
- Finaliste du Championnat de France en 2014-2015 avec l'ASM Clermont Auvergne